# Азард (эсминец)
«Азард», с 31 декабря 1922 года «Зиновьев», с 27 ноября 1928 года «Артём» — эскадренный миноносец типа «Орфей», построенный по программе «усиленного» судостроения на 1913—1917 годы (так называемая «большая» судостроительная программа), и принадлежащий первой серии эскадренных миноносцев типа «Новик».

## История
28 сентября (11 октября) 1913 года «Азард» был зачислен в списки судов Балтийского флота, но заложен был только в июле 1915 года на Усть-Ижорской судоверфи Металлического завода в Санкт-Петербурге.
5 июля 1916 года «Азард» был спущен на воду, и 23 октября этого же года вступил в строй, где вошёл в состав 2-го дивизиона минной дивизии Балтийского флота.
Во время Первой мировой войны «Азард» нёс дозорную и конвойную службы, обеспечивал и прикрывал действия других сил флота в Балтийском море. В 1917 году экипаж «Азарда» принимал участие в событиях Февральской революции. После Октябрьской революции 7 ноября 1917 года, вошёл в состав Красного Балтийского флота.
С 10 по 16 апреля 1918 года «Азард», принимая участие в «Ледовом походе» Балтийского флота, совершил переход из Гельсингфорса (Хельсинки) в Кронштадт, где с 10 по 15 августа занимался выставлением мин у Шепелёвского и Толбухина маяков. В декабре принимал участие в боях против германских войск и эстонских буржуазных националистов в районе Азери—Кунда.
В ноябре 1918 года корабль включён в состав 4-го дивизиона эсминцев Действующего отряда Балтийского флота, продолжая активную боевую работу в Финском заливе. В 1919 году осуществлял разведывательные рейды. 31 мая, «Азард», занимавшийся разведкой, под прикрытием линкора типа «Севастополь» — «Петропавловск», столкнулся с кораблями противника. Преследуемый семью британскими эсминцами, «Азард» вывел их прямо под пушки линкора. Этот бой был единственным в истории для линкоров этого типа.
5 августа 1919 года «Азард» артиллерийским огнём повредил английскую подводную лодку «Л-55», которая при уклонении от атаки подорвалась на английской мине заграждения и затонула. Командир эсминца Несвицкий Н. Н., комендор - первый наводчик носового орудия Богов П. (в другом документе - Семён) были награждены орденом Красного Знамени, в 1934-м году артиллерист эсминца Петров Василий Васильевич, как непосредственно руководивший артогнём эсминца, ответственный организатор коллектива ВКП(б) - ревизор эсминца Сытов Тихон Павлович, первым обнаруживший подлодку, и Мокров Павел Михайлович - комендор - 2-й наводчик носового орудия - были представлены к награждению ценными подарками.  
Ночью 21 октября 1919 года в составе группы 4-х эсминцев типа «Новик» (кроме «Азарда» в группу вошли «Гавриил», «Свобода» и «Константин») вышел в Копорский залив для постановки минного заграждения. При входе в залив, ранним утром того же дня, корабли вошли на минное поле противника, первые три эсминца подорвались на минах и затонули, только «Азард», шедший последним смог, дав задний ход и искусно маневрируя, выйти из минного поля и вернуться в Кронштадт.
24 апреля 1921 года «Азард» вошёл в состав Морских сил Балтийского моря, в составе которого был переименован в эсминец «Зиновьев» 31 декабря 1922 года, в честь Григория Зиновьева. C 1923 по 1924 годы «Зиновьев» проходил капитальный ремонт. 27 ноября 1928 года «Зиновьев» был переименован в «Артём», в память погибшего в 1921 г. в катастрофе при испытании железнодорожного аэровагона с воздушным винтом большевика, революционера, председателя Совнаркома Донецко-Криворожской Советской республики Сергеева Фёдора Андреевича, имевшего партийный псевдоним "Артём". В 1933 году снова встал на капитальный ремонт. 11 января 1935 года «Артём» был зачислен в состав Краснознаменного Балтийского флота.
В 1938 году "э/м "Артём" завоевал первое место по кораблям 2-го ранга  флотов и флотилий Советского Союза, награждён призом и десятью тысячами рублей деньгами".
В 1939 году эсминец участвовал в празднике ВМФ на Неве, стоя на якоре рядом с введённой после поднятия и ремонта в состав флота "Л-55". При этом "от его первого орудия, из которого был выпущен снаряд, к рубке подводной лодки был протянут кабель с электролампочками. В наступавшей темноте мигающие лампочки имитировали полет снаряда и взрыв на рубке подлодки". 
Во время Советско-финской войны, «Артём»30 ноября 1939 года при занятии десантом островов Сейскаари и Лавенсаари находился в охранении десанта с норда от надводных и подводных сил противника, 1 декабря 1939 г. участвовал в операции по разведке боем острова Гогланд, 3 декабря при занятии десантом острова Гогланд находился в поддержке северной группы десанта и высаживал резервную роту десанта. 4 декабря 1939 г. участвовал в поиске подводных лодок в восточной части Финского залива. 13 декабря совместно с э/м "Карл Маркс" находился в поддержке фланга армии в районе Койвистонсалми (остров Койвисто), имея задачей подавление артиллерии противника на мысе Кюренниеми  и подавления живой силы в районе деревни Мурило. 19 декабря при штормовой погоде свыше 8 баллов производил разведывательное траление района маневрирования для линкора и находился в противолодочном охранении линкора во время боя последнего с с десятидюймовой батареей Сааренпя. 29-30 декабря при штормовой погоде и плохой видимости производил разведывательное траление в районе о. Бьерке. Также обстреливал укрепления противника на островах Финского залива (декабрь 1939 года). "Артём" первым из кораблей Балтфлота посетил военно-морскую базу Ханко.
В начале Великой Отечественной войны «Артём» участвовал в минно-заградительных операциях флота (23-24.06.1941 г., 26.06.1941 г.), нёс конвойную службу (в июне-августе 1941 года). Участвовал в обороне Таллина, Риги и операции по защите Моонзундских островов. «Артём» входил в сформированный для минных постановок специальный отряд кораблей под командой контр-адмирала Юрия Фёдоровича Ралля.
C 1—2 июля 1941 года, в составе многочисленного боевого охранения, «Артём» прикрывал переход в Кронштадт из Таллина линкора «Октябрьская революция». 21 августа совместно с эсминцем «Суровый» участвовал в безрезультатной атаке на немецкий конвой, состоявший из двух транспортов и моторной шхуны в сопровождении шести катеров, во время боя отряд был атакован самолётами Люфтваффе и обстрелян береговыми батареями, после чего прекратил атаку и отошёл.
В 23 часа 15 минут 27 августа 1941 года, во время Таллинского перехода, «Артём» (командир — старший лейтенант Сей А. Б.), находящийся в составе арьергарда конвоя, подорвался на мине заграждения у острова Мохни в Финском заливе. Мужество и героизм в момент гибели эсминца проявили личный состав корабля и командир дивизиона Сидоров Л. Н., бывший командиром эсминца в 1939 г. После подрыва на мине произошла детонация боеприпасов на борту корабля, эскадренный миноносец «Артём» разломился и быстро затонул. Помимо экипажа, корабль имел на борту 235 пассажиров, принятых на Таллинском рейде, по другим данным — 250 пассажиров.

## Тактико-технические характеристики

### Энергетическая установка
На «Азарде» были установлены четыре паровых котла «Вулкан», каждый из которых располагался в отдельном отсеке, и две паровые турбины «Кертис-АЕГ-Вулкан», суммарной мощностью в 30 000 л. с.. Так же на турбинах «Кертис-АЕГ-Вулкан» имелась блокировка маневровых клапанов, что повышало их надежность при эксплуатации.

### Вооружение
После модернизации (до 1916 года орудий главного калибра было всего два, а торпедных аппаратов — четыре) и капитальных ремонтов, вооружение на «Артёме» было следующее:
- Главный калибр: Четыре 102/60-мм орудия разработки Обуховского завода (при техническом содействии фирмы «Виккерс»)[14];
- Одна 40-мм зенитная пушка;
- Два 7,62-мм пулемёта;
- Три трёхтрубных надводных 457-мм торпедных аппарата (ТА)[15];
- и до 80 мин заграждения.

## Командиры корабля
- 1919 Несвицкий Николай Николаевич
- 1928 — 1929 Левченко, Гордей Иванович
- 1939 Сидоров Лев Николаевич, капитан 3-го ранга
- 1941 Горбачев Георгий Матвеевич, капитан 3-го ранга (до 22.06.1941 г.), Сей Александр Борисович, старший лейтенант (с 22.06.1941 г. до 28.08.1941 г.)